# テキセツの街
テキセツの街（テキセツのまち）は、吉本興業東京本社に所属する日本のお笑いコンビ。2021年4月1日結成。コンビとしての芸歴は、NSC東京校26期と同期扱い。

## メンバー
山下 よしあき（やました よしあき、1996年12月4日 - ）（28歳）
ボケ担当、立ち位置は向かって左。
- 身長180 cm、体重60 kg。血液型A型。本名は、山下 耕史（やました こうじ）。
- 神奈川県横浜市出身。日本大学商学部卒業。
- 眼鏡を掛け、舞台衣装では焦げ茶色のセットアップスーツを着用している。
- 趣味は、読書、MCバトルやラジオの鑑賞、ギター、ダーツ。
- 特技は、女性が苦手であるが故のダサくてキモい返答・返信・ムーブ、全身で約50回骨を鳴らすこと。
- 2017年12月の『日刊スポーツ』の記事では、容姿について「アインシュタインの稲田直樹ばりにアゴが出ていながらイケメンという個性的なルックス」と評された。

東郷（とうごう、1996年4月25日 - ）（29歳）
ツッコミ担当、立ち位置は向かって右。
- 身長172 cm、体重59 kg。血液型O型。本名は、東郷 亮佑（とうごう りょうすけ）。
- 茨城県つくば市出身。日本大学経済学部卒業。
- 舞台衣装ではくすんだ青色のノーカラースーツを着用している。
- 趣味は、競馬。
- 特技は、水泳。

## 来歴
共に日本大学出身。同大学の落語研究会（日本大学経商法落語研究会）に所属し、2016年頃にアマチュアコンビ「テキセツの街」を結成し活動。コンビ名は、まず「平仮名と片仮名と漢字が混ざった名前にしたい」という考えから「○○の街」という素案を出し、○○の部分に当てはめる言葉を色々と調べていく中で、東郷が「なかなか適切な言葉がない」と発言したのを聞いた山下が「そのテキセツを使おう」と意見したことで決まった。
2017年12月、日本一面白い大学生漫才師を決める大会「大学生M-1グランプリ2017」にて優勝。毎年夏に行われる大学のお笑いサークルの大会「NOROSHI」では、2018年と2019年に決勝進出。山下は大学卒業後もお笑い芸人として活動することを考えていたものの、東郷はプロのお笑い芸人になるつもりはなく、大学卒業に合わせてコンビを解散した。
2019年4月、山下は吉本興業の養成所に入り、NSC東京校25期生となる。大学の後輩だった青木京介とコンビ「S級バニー」を結成し活動する。
同年、東郷はテレビ局のADとして就職し、TBS系列『マツコの知らない世界』などの番組制作に携わっていたが、仕事内容が合わず退職を決意する。お笑い芸人になることを志し、山下に「再びコンビを組めないか」と連絡を取り、山下も「それなら、東郷がNSCを卒業するまで待つ」と了承。当時の相方である青木と相談の上、同年9月に「S級バニー」を解散し、以後ピン芸人として活動。
2020年4月、東郷がNSCに入学。東京校26期生となる。
同年6月、山下は大学時代の先輩でもあるピッピ大谷とコンビ「コマーシャルズ」を結成。大谷からコンビ結成を持ち掛けられた際、山下は「東郷と組む約束をしているから」と断ったものの、大谷が「それでも全然良いよ!」と言い、東郷がNSCを卒業するまでの期間限定のコンビとして活動することに。2021年3月に解散。解散後、大谷は同年4月に同期の大石とのコンビ「鬼ぷりん」を結成し活動中。
2021年3月、東郷がNSCを卒業。同年4月に改めて山下とのコンビ「テキセツの街」を結成する。
同年5月からは神保町よしもと漫才劇場のオーディションメンバーとして活動を続け、2022年6月に行われた「Jimbochoサバイバルバトル」の結果を受け、同劇場の所属メンバーとなった。

## 芸風
主に漫才。2021年、コンビ結成1年目で出場したM-1グランプリでは、3回戦に進出。
キングオブコントに出場するなど、コントも行う。
まず山下が甲高い声で「はーいどうもー!」と言いながら登場し、遅れて東郷が付いてくる。ネタ中は山下が1人コントのように様々な役柄を演じ、東郷がその言動に対し細かくツッコミを入れるスタイルが多い。

## 出囃子
- たま「オゾンのダンス」[21]

## 賞レース等での成績

### 現コンビ

#### M-1グランプリ
| 年度             | 結果      | エントリー No. | 会場                   | 日程     |
| ---------------- | --------- | -------------- | ---------------------- | -------- |
| 2021年（第17回） | 3回戦進出 | 352            | よしもと有楽町シアター | 11月1日  |
| 2022年（第18回） | 3回戦進出 | 903            | よしもと有楽町シアター | 10月30日 |
| 2023年（第19回） | 3回戦進出 | 1347           | KANDA SQUARE HALL      | 11月7日  |
| 2024年（第20回） | 2回戦進出 | 1744           | 雷5656会館ときわホール | 10月17日 |
| 2025年（第21回） |           | 2731           |                        |          |

#### キングオブコント
| 年度             | 結果      | 会場         | 日程    |
| ---------------- | --------- | ------------ | ------- |
| 2021年（第14回） | 1回戦敗退 | 南大塚ホール | 7月14日 |
| 2022年（第15回） | 2回戦進出 | 南大塚ホール | 8月2日  |
| 2023年（第16回） | 2回戦進出 | 南大塚ホール | 8月2日  |

#### その他
- 2017年 第1回就活生お笑いコンテスト"Beyond-1グランプリ" - 特別賞（株式会社FGH賞）[24]
- 2017年 大学生M-1グランプリ2017 - 優勝[6]
- 2018年 お笑いサークル団体戦 NOROSHI 2018 - 決勝進出[注 2]
- 2019年 お笑いサークル団体戦 NOROSHI 2019 - 決勝進出[注 2]
- 2023年 UNDER5 AWARD 2023 - 準決勝進出[25]
- 2024年 UNDER5 AWARD 2024 - 準決勝進出[26]

### 個人またはその他のコンビ
山下
- 2019年 M-1グランプリ2019 - 1回戦敗退（コンビ「S級バニー」として）
- 2020年 R-1ぐらんぷり2020 - 1回戦敗退

東郷
- 2021年 R-1グランプリ2021 - 1回戦敗退（「東郷ぐんかん」名義）

## 出演

### ラジオ
- テキセツの街のいいわけ。[29]（stand.fm、2023年1月25日 - ） - 自主ラジオ

## 単独ライブ
- 2023年4月16日 - テキセツの街単独ライブ「博多」（神保町よしもと漫才劇場）[30]